# Техерански университет
Техеранският университет (на персийски: دانشگاه تهران) е най-старото и най-голямото висше училище в Иран.
Почти винаги е класиран като най-добрият университет в Иран в национални и международни класации. Университетът предлага 111 бакалавърски програми, 177 магистърски специалности, както и 156 докторски програми.
Основният корпус на университета се намира в централната част на града. Другите факултети са разпръснати из целия град и неговите предградия. Главният вход на университета е известен с неговия специфичен дизайн и модерна архитектура.
Университетът е един от известните забележителности на града, домакин на много международни и културни събития, привличащи
студенти и чуждестранни туристи.

## История
Първата официална стъпка за създаването на Техеранския университет е на 31 март 1931 г., когато министърът на правосъдието Абдолхосейн Теймурташ пише до Исса Седик, работещ над докторската си дисертация в Колумбийския университет в Ню Йорк, за да се допита до изискванията за създаването на университет в Техеран. Садик счита писмото за покана да очертае цялостна схема за създаването на университет.
През януари 1933 г., по време на заседанието на кабинета, темата е повдигната. Али Асгар Хекмат, и.д. министър на образованието, заявява следните думи: „Разбира се, че няма съмнение относно процъфтяващата държава и слава на столицата, но единственият очевиден недостатък е, че този град няма „университет“. Жалко е, че този град изостава далеч след други големи страни по света“. Думите му имат огромно влияние върху всички на срещата, в резултат на което предложението е прието. С предоставянето на първоначален бюджет от 250 000 томана Министерството на образованието бе упълномощено да се намери подходящ парцел за построяването на университета и да се предприеме необходимите мерки, университетската сграда да бъде издигната възможно най-скоро. Али Асгар Хекман в сътрудничество и консултации с Андре Годар, френски архитект, който работи в министерството на образованието като инженер, веднага започва да търси подходящо място за университета. По заповед на Реза Шах Пахлави е избрана градината Джалалие. Тя се намира в северната част на тогавашния Техеран между село Амирад и северната част на Техеран. Генерален план за сградите е изготвен от френските архитекти Ролан Дубрул и Максим Сиру, швейцарският архитект Александър Мозер, както и от Андре Годар, Николай Марков и Мохсен Форуги. Днес външният изглед на основния корпус на университета ясно показва влиянието на модернистичната архитектура от началото на 20 век. Техеранският университет е официално открит през 1934 г. Първите жени студенти са допуснати в него за първи път през 1937 г.
През 1986 г. иранският парламент, известен като Меджлис, разпорежда препълненият медицинския колеж на университета да бъде отделен в самостоятелен Техерански медицински университет, който да бъде поставен под ръководството на новото Министерство на здравеопазването и медицинското образование. С над 13 000 настоящи студенти той остава най-добрата медицинска школа в Иран.

## Учебна структура

### Образователна дейност
Към юни 2016 г., основната учебна дейност в Техеранския университет се провежда в 20 факултета:
- Факултет по богословие
- Факултет по природни науки
- Факултет по филология, философия и педагогика
- Факултет по инженерство
- Факултет по право и политически науки
- Факултет по управление
- Факултет по изобразителни изкуства
- Факултет по земеделие
- Факултет по мениджмънт
- Факултет по образование
- Факултет по природни ресурси
- Факултет по икономика
- Факултет по обществени науки
- Факултет по опазване на околната среда
- Факултет по чужди езици
- Факултет по физическо възпитание
- Факултет по география
- Факултет по международни изследвания
- Факултет по предприемачество
- Факултет по наука и технологии

### Научноизследователска дейност
Университетът има 20 изследователски институти и центрове:
- Институт по биохимия и биофизика
- Институт по геофизика
- Международен център за изследване на пустинята
- Институт по история на науката
- Институт за Северноамерикански и европейски изследвания
- Институт по електротехника
- Център за изследване на проблемите на жените
- Научноизследователски център за управление
- НИЦ за Дехода
- НИИ по транспорт, гориво и околната среда
- НИИ по турбомашини
- НИИ по нефт и газ
- НИИ по водни ресурси
- НИИ по планиране и управление на енергията
- НИИ по инженерна оптимизация
- НИИ по биоматериали
- НИИ за нови материали
- НИИ по неорганични материали
- НИЦ на Техеранския университет
- Научно-технологичен парк на Техеранския университет

## Финансиране
Техеранският университет е държавен и неговото финансиране е осигурено от правителството на Иран. За постъпване в него се държи приемен изпит, като образованието е безплатно във всички държавни университети. От хората с успех под този за прием в университетите се изисква да платят част или цялата такса за обучение. През 2011 г. Техеранският университет е с бюджет в размер на 70 милиона долара, като това е най-високия бюджет сред всички университети в страната.

## Символи
Емблемата на университета е проектирана от д-р Мохсен Могадам, член на академичния състав на Факултета по изобразителни изкуства. Тя представлява изображение, подобно на щукатурните пластики и печати от периода на Сасанидската империя и е копие на релеф, намерен в град Ктезифон.
Печатът символизира собственост. По време на Сасанидския период тези печати са използвани в гипсови релефи, монети и сребърни прибори като символ на семейството.
Мотивът е поставен между две орлови криле. Човек може да намери тези мотиви в други снимки от този период, като в царските корони. Корони с тези печати са наречени „с две пера“. Мотивът между крилата е направен чрез комбиниране на Пахлави скриптове. Някои учени се опитват да разчетат тези изображения. Текстът е под формата на „Afzoot“ (Amrood), което означава изобилие и растеж.

## Галерия
- Факултет по инженерство
- Факултета по инженерство в далечината
- Факултет по изобразителни изкуства
- Факултет по изобразителни изкуства
- Факултет по изобразителни изкуства
- Стадионът на уноверситета
- Факултет по икономика
- Факултет по икономика
- Откриващата церемония на медицинския факултет с Реза Шах Пахлави.